# Charles Walters
Charles Walters (Brooklyn, 17 november 1911 – Malibu, 13 augustus 1982) was een Amerikaans filmregisseur en choreograaf.

## Levensloop
Walters werkte eerst als danser op Broadway, voordat hij in de jaren 40 in de filmindustrie terechtkwam. Hij was bij de filmmaatschappij MGM werkzaam als choreograaf voor muziekfilms als Meet Me in St. Louis (1944) en Ziegfeld Follies (1946). Zijn regiedebuut maakte hij in 1947 met de prent Good News. In 1948 nam hij de regie over van Vincente Minnelli voor de film Easter Parade. In de jaren daarna was hij zowel regisseur als choreograaf voor meerdere muziekfilms. Voor de film Lili (1953) werd hij genomineerd voor de Oscar voor beste regie. In 1966 stapte hij over naar Columbia Pictures.
Hij stierf in 1982 aan de gevolgen van longkanker.

## Filmografie
- 1947: Good News
- 1948: Easter Parade
- 1949: The Barkleys of Broadway
- 1950: Summer Stock
- 1951: Three Guys Named Mike
- 1951: Texas Carnival
- 1952: The Belle of New York
- 1953: Lili
- 1953: Dangerous When Wet
- 1953: Torch Song
- 1953: Easy to Love
- 1955: The Glass Slipper
- 1955: The Tender Trap
- 1956: High Society
- 1957: Don't Go Near the Water
- 1959: Ask Any Girl
- 1960: Please Don't Eat the Daisies
- 1961: Two Loves
- 1962: Billy Rose's Jumbo
- 1964: The Unsinkable Molly Brown
- 1966: Walk, Don't Run